# Burkina Faso ved sommer-OL 2020
Burkina Faso deltog under Sommer-OL 2020 i Tokyo, som blev afviklet i perioden 23. juli til 8. august 2021.

## Medaljer
| 2020 Tokyo   | Guld | Sølv | Bronze | Total |
| Burkina Faso | 0    | 0    | 1      | 1     |

### Medaljevinderne
| Burkina Faso under sommer-OL 2020 i Tokyo | Burkina Faso under sommer-OL 2020 i Tokyo | Burkina Faso under sommer-OL 2020 i Tokyo | Burkina Faso under sommer-OL 2020 i Tokyo | Burkina Faso under sommer-OL 2020 i Tokyo |
| Medalje                                   | Navn                                      | Sport                                     | Event                                     | Dato                                      |
| ----------------------------------------- | ----------------------------------------- | ----------------------------------------- | ----------------------------------------- | ----------------------------------------- |
| Bronze                                    | Hugues Fabrice Zango                      | Atletik                                   | Herrernes trespring                       | 5. august                                 |